# Castell de Vallfogona de Riucorb
El Castell de Vallfogona de Riucorb és un castell del municipi de Vallfogona de Riucorb (Conca de Barberà) declarat bé cultural d'interès nacional. Les restes d'època romànica es troben integrades dins del castell actual, un gran casalot completament modificat.
Des de finals del segle xii fins a la desamortització de Madoz, aquest castell fou seu de la sotscomanda templera, primer (1191-1212), i de la comanda hospitalera, després (1318-1855).

## Descripció
Queden molts elements aprofitats per cases tardanes, alts murs amb finestrals gòtics malmesos, a la part alta del poble.
El castell està situat just al davant de l'església parroquial i, actualment, convertit en habitatge, tal com es fa palès en la fotografia. Com tot edifici destinat a usos domèstics, al llarg de les centúries ha estat objecte de reformes, però el rebaixament de parets, la divisió en habitacions i la destrucció de les finestres geminades li ha fet perdre el seu primitiu caràcter senyorial. Actualment sols resten murs de paredat i carreus de pedra picada i una sèrie d'obertures irregulars.Hi destaca una finestra d'arc de mig punt rebaixat i formada per dovelles trapezoïdals.
A l'interior, a la planta baixa resta un sector en part modificat que sembla d'època templera. És una sala irregular, de 5,5 m X 3 m, a la qual s'accedeix des del carrer per una porta cap-i-alçada. A l'entrada i al costat dret de la sala hi ha dues arcades de contorn apuntat, fetes de pedra que carreguen en columnes adossades molt robustes i capitells esculpits matusserament. Al fons de la sala hi ha una porta de punt rodó amb una creu patent gravada en una de les dovelles superiors. La factura dels capitells i dels altres elements arquitectònics, de proporcions molt irregulars denota el treball d'un taller local de picapedrers, la qual cosa en dificulta la datació que no deu ser anterior a l'època templera. Probablement, de començaments del segle xiii.
En temps hospitaler, en una visita de 1534, aquesta estança s'anomena «la sala de les archades». Per aquesta sala, el comanador Joan de Montsuar havia fet fer «una porta gran de àlber ab forrellat pany e clau» i «en lo sostre (...) hun tros de trevol de guix de huyt passes de larch en quatre de ample». Si bé s'havia contemplat la possibilitat que aquesta estança fos la capella del castell, no té estructuralment ni formalment cap de les característiques d'una capella. En cap inventari de l'orde de Sant Joan s'esmenta una capella, sinó més aviat un magatzem segons la documentació antiga conservada a l'Arxiu de la Corona d'Aragó, en el fons del Gran Priorat de Catalunya. Per tant, dins del castell de Vallfogona no hi havia cap capella. Tan els templers, primer, com els hospitalers, després, tingueren sempre un altar o capella a l'església parroquial que és davant del castell. Els pocs frares que en algun moment van residir al castell anaven a resar a la parroquial, en l'altar o capella que per aquest motiu hi havien fundat; no és un fet insòlit, ni a Catalunya ni en cap altre país, que un convent templer o hospitaler no tingués capella i la comunitat acudís per a les funcions litúrgiques a la parroquial del lloc.

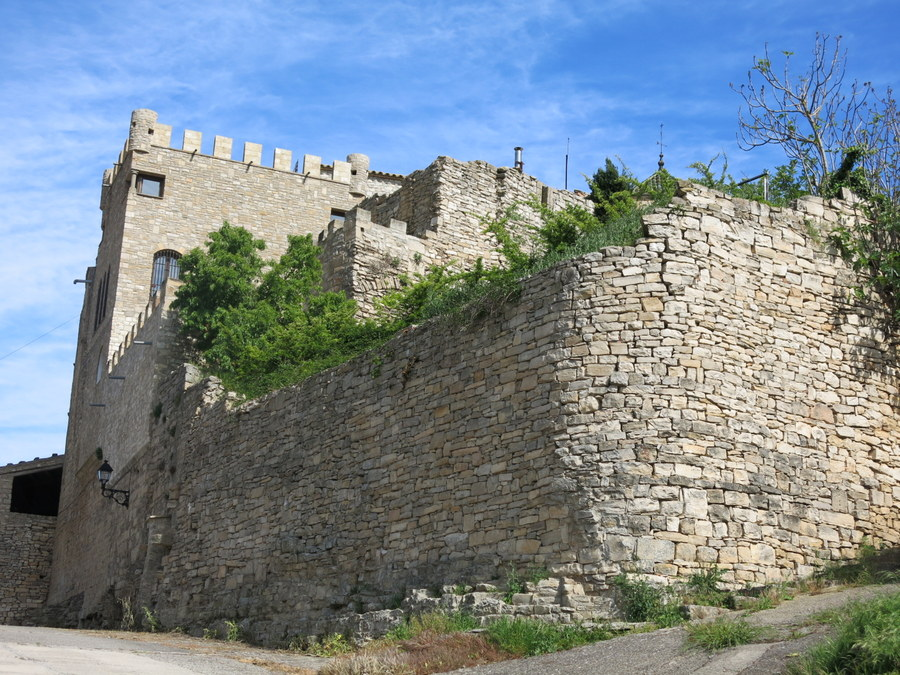
Castell de Vallfogona de Riucorb. A l'esquerra, construcció moderna sobre el castell (2017)

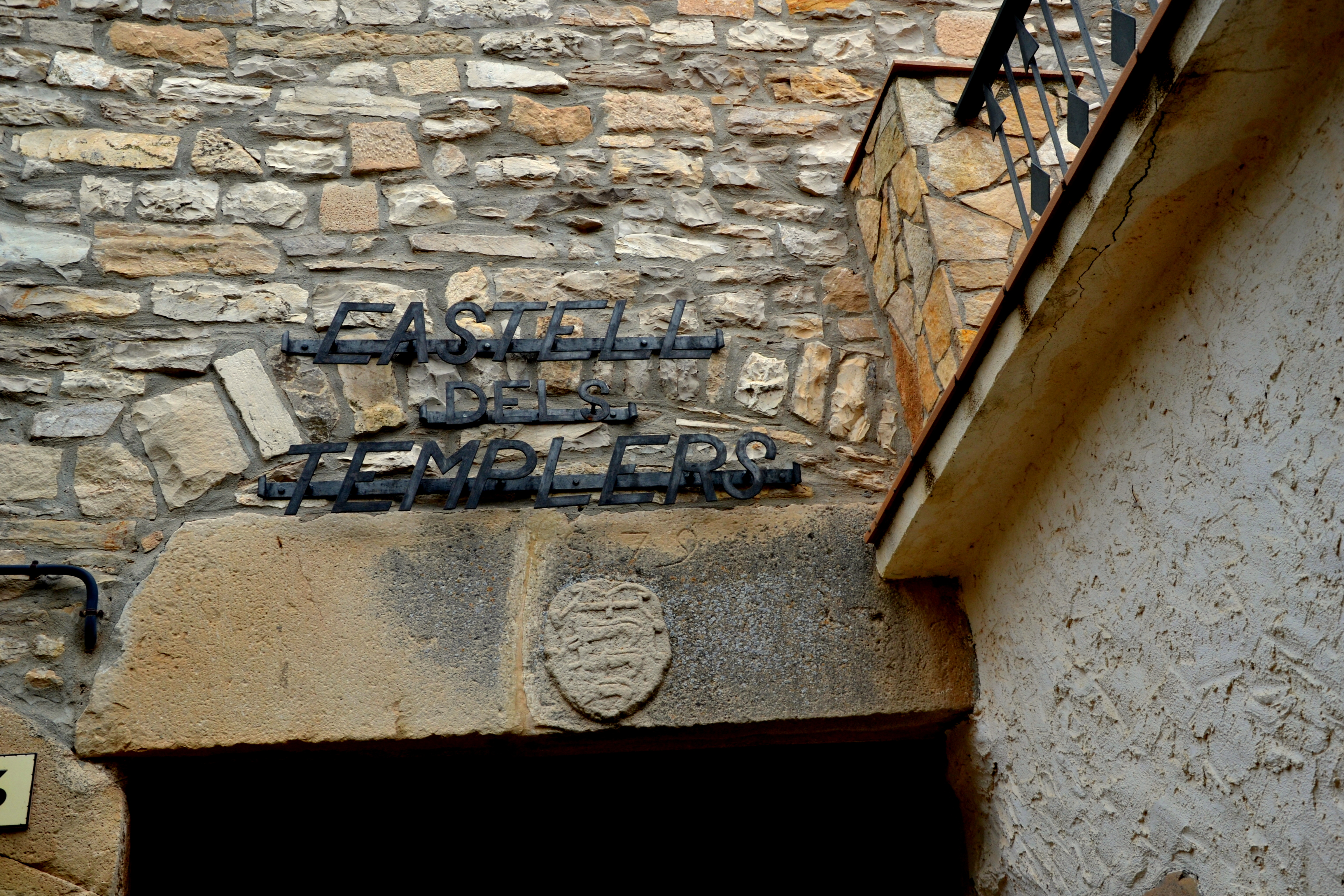
Escut del comanador Rafael de Xatmar (s XVI) a la porta del castell (2014)

## Història
Fou un castell més de la cadena fortificada que protegia les terres de la marca o frontera del comtat de Manresa abans de la conquesta de Lleida i Tortosa. Per tant, els seus orígens són anteriors a l'època en què hi va haver una sotscomanda templera. El castell degué ser construït cap a mitjan segle xi, en el moment que es conquerí l'indret, encara que no hi ha notícies concretes de la fortalesa fins al segle xii, quan era una possessió dels Oluja. La primera notícia és del 1116. L'any 1191 Gombau d'Oluja, nebot (o net) del senyor de Santa Coloma de Queralt, Pere de Queralt, i la seva esposa Ermessenda concediren als templers el castell i la vila de Vallfogona íntegrament. Aquesta donació fou confirmada el 1196 en ingressar ambdós a l'orde com a donats. Llavors els templers aconseguiren el ple domini sobre Vallfogona, Albió i Montargull, i terres i drets considerables a Conesa, Segura i la Sala de Comalats. Al final del segle xii crearen la sots-comanda de Vallfogona per tal d'administrar millor les noves possessions a Vallfogona i el seu rodal. El 1199 Guillem de Montargull, que professà a milícia del Temple, donà el lloc de Palau (en terres que avui són del terme de Vallfogona). Segurament en aquell moment el castell es devia adequar a les necessitats d'un convent de l'orde però es desconeix l'abast de les obres.
En els millors temps hauria estat un grandiós casal aïllat, emmurallat i resguardat per un baluard amb rampa i coronat de merlets. A més, contenia bons cellers i casals espaiosos per a acomodar-hi els fruits del delme dels senyors i fúnebres presons, emblema de jurisdicció dels senyors.
La sotscomanda i el castell de Vallfogona van continuar en mans dels templers fins a la dissolució de l'orde l'any 1312 i després passaren a mans dels hospitalers, que foren senyors de Vallfogona fins al segle xix. Els comanadors en tenien tot el domini i jurisdicció per compra feta al rei Pere III el 1312, i per això tenien forques dins el terme i hi exercien un domini total. El 1416 els hospitalers feren restaurar el castell, que continuà com a cap de la coneguda com a Comanda de Vallfogona de Comalats fins al 1811, quan els seus béns van passar a la Corona, tot i que la documentació arriba fins al 1855 a l'Arxiu de la Corona d'Aragó, en el fons del Gran Priorat de Catalunya.